# Paracanthonchus hawaiiensis
Paracanthonchus hawaiiensis är en rundmaskart som beskrevs av Allgen 1951. Paracanthonchus hawaiiensis ingår i släktet Paracanthonchus och familjen Cyatholaimidae. Inga underarter finns listade i Catalogue of Life.